# 索菲娅·坎托雷
索菲娅·坎托雷（義大利語：Sofia Cantore；1999年9月30日—），意大利女子足球运动员，司职前锋，目前效力于國家女子足球聯賽球隊華盛頓精神和意大利国家女子足球队。她曾代表意大利参加2023年国际足联女子世界杯與2025年歐洲女子足球錦標賽。